# 세툰강

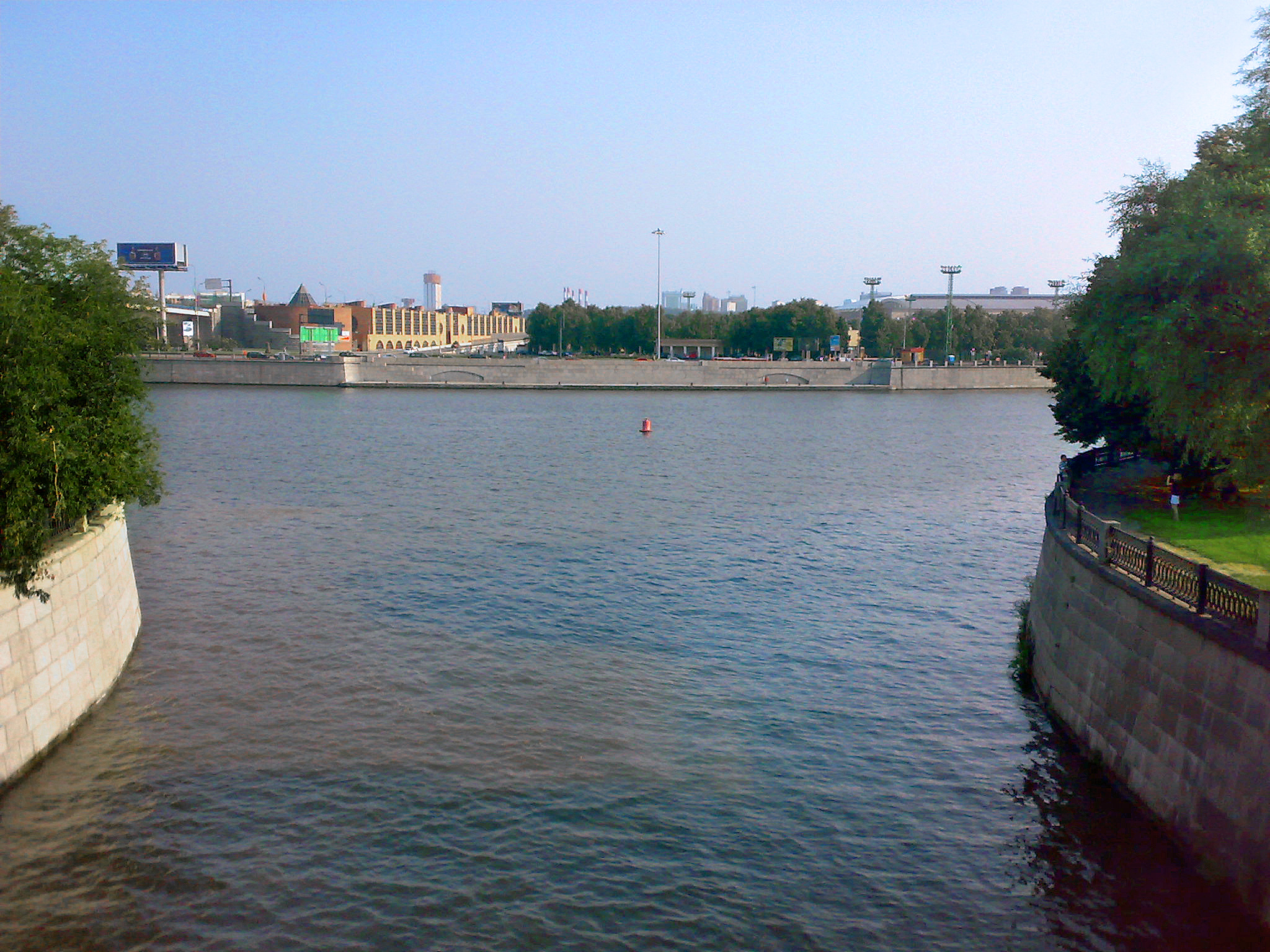

세툰강(러시아어: Сетунь)은 모스크바의 서쪽을 흐르는 강으로, 모스크바강의 가장 큰 지류이다. 유역 길이는 38 킬로미터이고 이 중 20 킬로미터가 모스크바를 통과한다. 유역 면적은 190 제곱킬로미터이다. 살라리예보라는 마을이 이 강의 중심지이고, 노보데비치 수도원에서 가깝다.